# Werner Klenk
Werner Klenk (* 1942) ist ein deutscher Bildhauer und Glaskünstler aus Oelde-Sünninghausen (Kreis Warendorf) in Nordrhein-Westfalen.

## Leben
Klenk war als Lehrer tätig. Seit seinem Ausscheiden aus dem Schuldienst im Jahr 1985 ist er freischaffend tätig.
Seine Plastiken befinden sich im Öffentlichen Raum sowie in Kirchen. Er gestaltet außerdem Fenster mit religiösen Motiven für Kirchen und ist als Glasgestalter auch für die Öffentliche Hand bei Verwaltungsbauten tätig; außerdem arbeitet er für private Auftraggeber. Als Bildhauer arbeitet er mit den Materialien Bronze, Edelstahl und Stein.
Seine Werke befinden sich zumeist in Nordrhein-Westfalen und Niedersachsen. Eine Tabernakelstele aus Bronze ging als päpstliches Geschenk an das Erzbistum Split-Makarska in Kroatien.

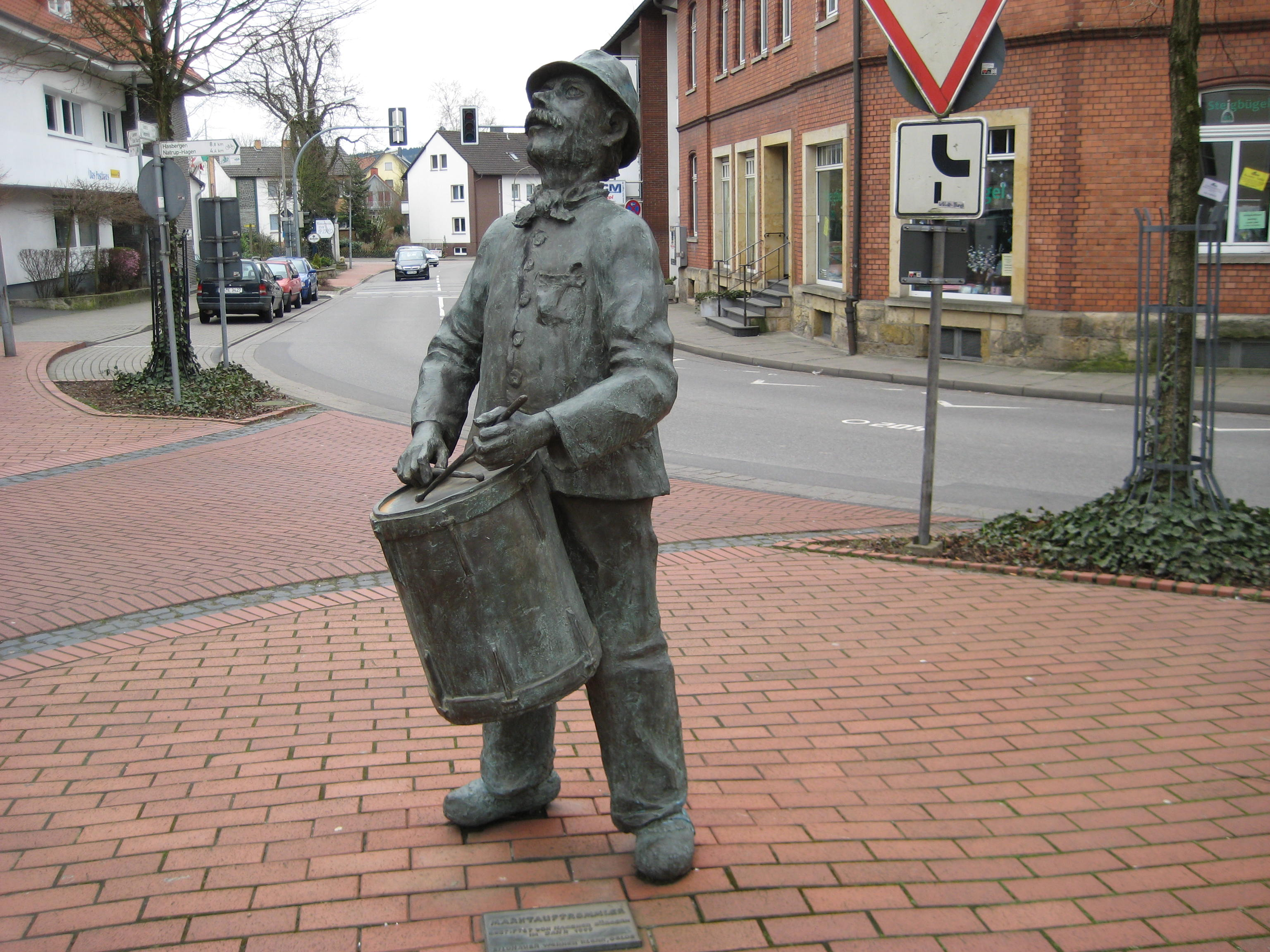
Marktauftrommler in Hagen am Teutoburger Wald (1999)
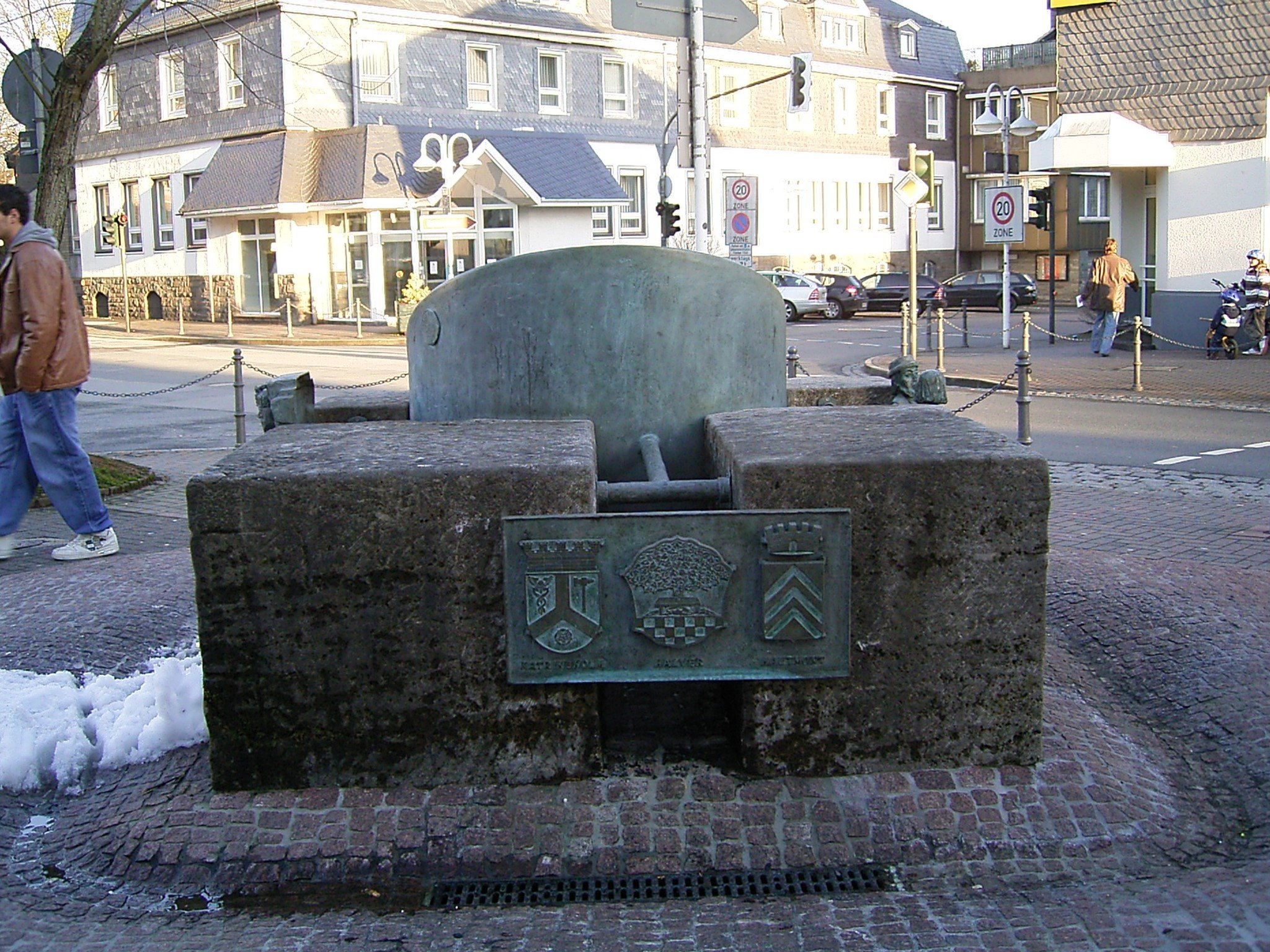
Gerichtsbrunnen in Halver
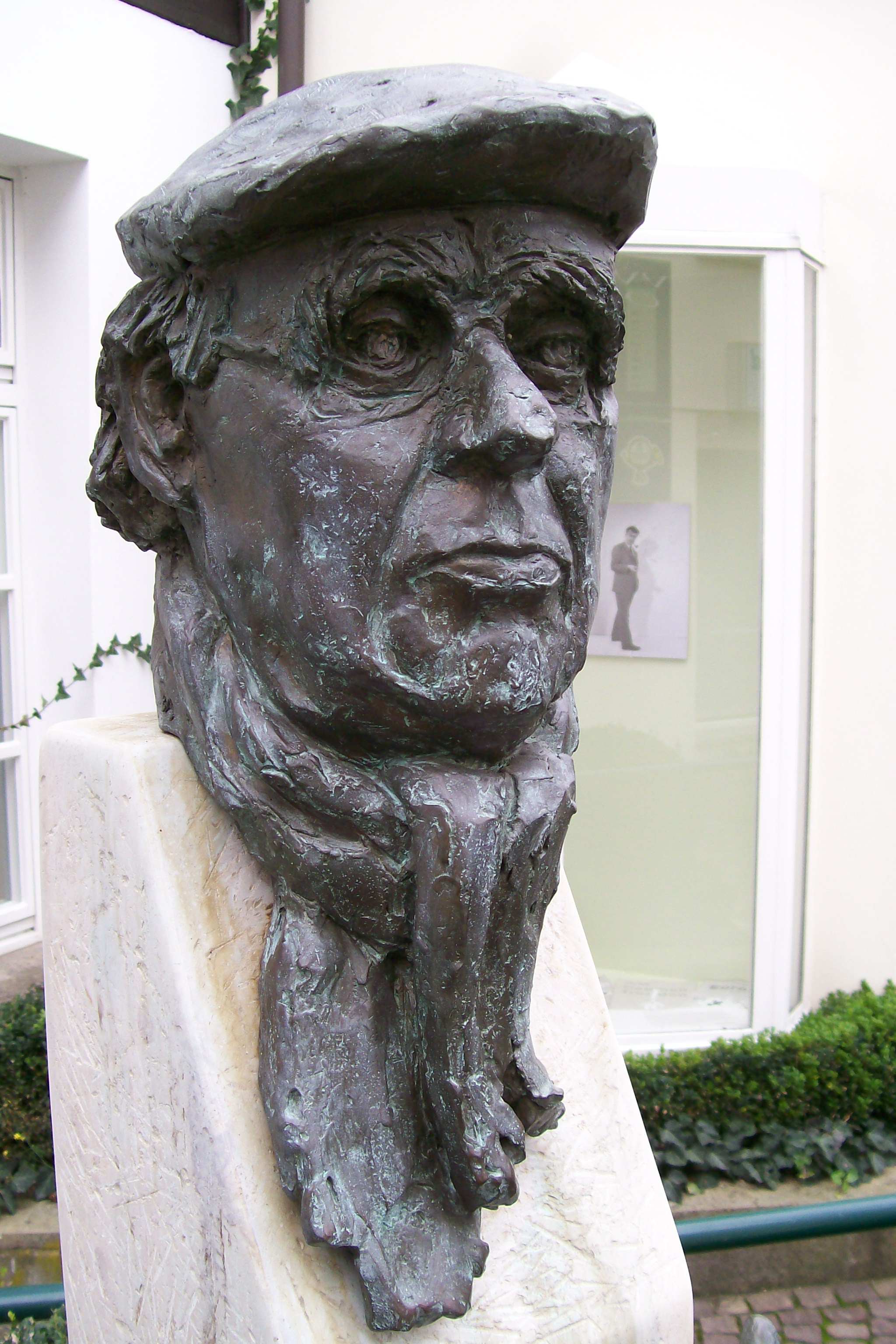
Detail des Fritz-Wolf-Denkmals in Osnabrück (2003)

## Werke im Öffentlichen Raum (Auswahl)
- Jahrhundertbogen, Lippborg (1989)[2]
- Stadtbrunnen, Geseke (1991)
- Stele zur Erinnerung an das ehemalige jüdische Waisenhaus, Paderborn (1993)[3]
- Marktauftrommler,  Hagen am Teutoburger Wald (1999)
- Fritz-Wolf-Denkmal, Osnabrück (2003)
- Alles dreht sich um den Menschen, Beckum (2007)[4]
- Brunnenplatte, [Ahlen] (2008)[5]
- Raiffeisen-Stele in Hamm (Sieg)[6]
- Sternenkinder, Ahlen
- Stadtbrunnen, Bad Driburg
- Lebensbaum, Bad Sassendorf
- Lindenbrunnen, Bad Sassendorf
- Gerichtsbrunnen, Halver
- Mädchen mit Ball, Neuss
- Junge mit Ball, Neuss
- Franziskusbrunnen, Salzkotten
- Fritzchen, Sünninghausen
- Volksweisheiten, Werne
- Sagenbrunnen Paderborn
- Tierpfleger mit Bär, Zoo Osnabrück
- Brunnen – Stadtgeschichte – Meschede
- Lebensgroßer Breybalg, Schmallenberg (2009)[7]
- Geschichtsbrunnen Herzfeld
- Raphael und Tobias, Recke

## Werke in Kirchen (Auswahl)
- St. Nikolaus, Diestedde: Reliquiar, Ambo, Tabernakelstele, Ewiges Licht (1989)[8]
- St. Joseph, Oelde: 19 Glasfenster (2008)[9]
- Fenster Schöpfung, 4. Tag, und Geburt Jesu, Betzdorf (Rheinland-Pfalz)
- Abschiedsraum, (Fenster), Hiddesen
- Osterfenster, Moers-Rheinkamp